# Código del hampa
Código del hampa es una película policial neo noir estadounidense de 1964. Escrita por Gene L. Coon y dirigida por Don Siegel, es la segunda adaptación de Hollywood del cuento homónimo de 1927 de Ernest Hemingway,  después de la versión de 1946. 
La película está protagonizada por Lee Marvin, John Cassavetes, Angie Dickinson y Ronald Reagan en su último papel cinematográfico antes de retirarse de la actuación en 1966 para dedicarse a la política. 
En el momento del estreno, Marvin dijo que era su película favorita.  El reparto secundario incluye a Clu Gulager, Claude Akins y Norman Fell. En julio de 2018, fue seleccionada para proyectarse en la sección Clásicos de Venecia del 75.º Festival Internacional de Cine de Venecia. 

## Argumento
Los sicarios Charlie y Lee ingresan a una escuela para ciegos y le disparan varias veces a Johnny North, matándolo sin que ofrezca resistencia. A Charlie le molesta que North se haya negado a huir y señala que les pagaron una tarifa inusualmente alta. Él y Lee repasan lo que saben sobre Johnny. Una vez fue un piloto de carreras campeón cuya carrera terminó en un violento accidente. Cuatro años antes de su muerte, estuvo involucrado en el robo de un camión de correo por valor de un millón de dólares. Tentados por el dinero perdido, Charlie y Lee visitan Miami para entrevistar al ex mecánico de Johnny, Earl Sylvester.
Earl les dice (en una analepsis) que Johnny estaba en la cima de su profesión cuando conoció a Sheila Farr. Johnny se enamoró y planeó proponerle matrimonio. Sin embargo, la carrera de Johnny terminó con un accidente terrible. En el hospital, Earl le reveló a Johnny que Sheila era la amante del jefe criminal Jack Browning. Enfurecido, Johnny rechazó los intentos de Sheila de explicarse y cortó sus lazos con ella.
Charlie y Lee se acercan a un exmiembro del equipo de Browning, quien revela que después del accidente, Sheila encontró a Johnny trabajando como mecánico. Ella le dijo que Browning estaba planeando el robo de un camión postal estadounidense. Por recomendación de Sheila, aceptó que Johnny fuera su conductor de fuga. Johnny perdonó a Sheila y modificó el auto de fuga. Johnny golpeó a Browning y amenazó con matarlo después de que Browning abofeteara a Sheila. Acordaron "resolver esto" después del robo.
Browning y North colocaron una señal de desvío para enviar el camión de correo a una carretera de montaña aislada. Cuando el camión se detuvo, la pandilla amenazó al conductor y cargó más de 1 millón de dólares en el auto de la fuga. Luego, Johnny obligó a Browning a salir del auto en movimiento y se fue solo con el dinero.
Charlie y Lee visitan a Browning, quien ahora es promotor inmobiliario en Los Ángeles. Browning insiste en que no tiene idea de qué pasó con el dinero. Él revela que Sheila se hospeda en un hotel y organiza una reunión con ella. Para evitar una emboscada, Charlie y Lee van al hotel horas antes de lo acordado, pero un empleado los ve y llama a Browning. Al principio, Sheila niega tener conocimiento alguno de Johnny o del dinero. Charlie y Lee la golpean y amenazan con tirarla por la ventana. Ella, aterrorizada, les dice la verdad: La noche antes del robo, Sheila le dijo a Johnny que Browning planeaba matarlo y quedarse con su parte. Johnny quería matar a Browning en el acto. Sheila insistió en que tenía una idea mejor. Siguiendo su consejo, Johnny echó a Browning fuera del auto y le llevó el dinero a Sheila, quien traicionó a Johnny. Cuando ella y Johnny entraron en la habitación de un motel, Browning los estaba esperando. Le disparó a Johnny, hiriéndolo gravemente, pero Johnny pudo escapar. Temiendo que Johnny buscara venganza, Browning contrató a Charlie y Lee para asesinarlo.
Browning espera fuera del hotel con un fusil de francotirador. Mata a Lee y hiere a Charlie. Browning y Sheila regresan a casa, donde se preparan para huir con el dinero. Charlie aparece y mata a Browning a tiros. Dispara y mata a Sheila y sale tambaleándose por la puerta con el dinero. Charlie cae muerto en el césped mientras se dispersa el dinero de la maleta cuando llega la policía. 

## Elenco
- Lee Marvin como Charlie Strom, un asesino profesional
- Angie Dickinson como Sheila Farr, la amante de Johnny
- Clu Gulager como Lee, un asesino profesional, cómplice de Charlie
- John Cassavetes como Johnny North, el hombre al que deben matar Charlie y Lee
- Ronald Reagan como Jack Browning, un gánster, que se hace pasar por un hombre de negocios
- Claude Akins como Earl Sylvester, mecánico y mejor amigo de Johnny
- Norman Fell como Mickey Farmer, miembro de una pandilla y asociado de Browning
- Virginia Christine como Miss Watson, la secretaria ciega
- Don Haggerty como conductor de camión
- Robert Phillips como George Fleming, miembro de una pandilla y asociado de Browning
- Kathleen O'Malley como Miss Leslie, la recepcionista
- Burt Mustin como hombre viejo

## Producción
Código del hampa estaba destinada a ser una de las primeras películas hechas para televisión como parte de una serie de películas del Proyecto 120 que no llegó a realizarse. Fue filmada bajo el título Johnny North,  pero NBC la consideró demasiado violenta para su transmisión. En lugar de ello, Universal estrenó la película en los cines. 
Steve McQueen y George Peppard fueron considerados para el papel que finalmente recayó en Cassavetes. Después de que lo contrataron para interpretar al piloto de carreras, el director Don Siegel descubrió que el actor apenas podía conducir. 
Se consideró que Siegel dirigiría la versión de 1946, pero no fue aceptado para ella. Código del hampa fue el último papel actoral de Reagan en películas antes de ingresar a la política y el único papel de villano en su carrera. Según se informa, Reagan declaró más tarde que se arrepentía de haber hecho la película. 
El título principal y la música de cierre, compuestas originalmente por Henry Mancini para la película de Orson Welles Touch of Evil (1958), fueron extraídas de la biblioteca de música de Universal Pictures y reeditadas para su uso en esta película. La canción "Too Little Time", compuesta por Mancini con letra de Don Raye como tema de amor de The Glenn Miller Story, fue cantada por Nancy Wilson.
Un papel especial en la película está dedicado a un Shelby Cobra CSX2005. Uno de los primeros autos deportivos estadounidenses icónicos construidos por Carroll Shelby, tiene una de las duraciones de pantalla más largas de cualquier película de Hollywood. El coche se utilizó más tarde en la Escuela de Conducción de Alto Rendimiento y fue conducido por muchas celebridades de Hollywood, y hoy en día se lo conoce como "Trainer Cobra".

## Recepción
El crítico de cine J. Hoberman, que escribió en The New York Times, consideró Código del hampa de Siegel como una adaptación "más vívida, simplificada e insensible" del cuento Ernest Hemingway que la versión de 1946 del director Robert Siodmak  Hoberman escribió:

El elenco es de primera. Gracias a la elegante [...] amenaza de Marvin y a la vanguardista búsqueda de emociones proyectada por [...] Angie Dickinson, la película rezuma una genialidad cínica de Rat Pack... El shock inicial tiene a los dos implacables asesinos a sueldo (Lee Marvin y Clu Gulager)., con gafas de sol a juego y trajes de piel de tiburón) cazando a su presa (John Cassavetes) en una escuela para ciegos; su misión se cumple en medio de una multitud de testigos, ninguno de los cuales puede ver.

Código del hampa tiene una calificación del 80% en el agregador de reseñas Rotten Tomatoes según 25 reseñas con un promedio de 7,2/10. El consenso dice: "Aunque no puede superar la versión clásica de Robert Siodmak de 1946, la versión de Don Siegel de la historia de Ernest Hemingway marca su propio territorio violento y ofrece un giro tremendamente duro por parte de Lee Marvin". 
El Lexikon des internationalen Films elogió el largometraje: "Apasionante thriller basado en el cuento 'The Killers' de Ernest Hemingway, pero que no tiene nada que ver con él en términos de estilo o sustancia. Más bien, el resultado fue una oscura historia de gánsteres que se desarrolla de manera dura, rápida y extremadamente emocionante. Especialmente en la constelación de personajes y su lema, según el cual el fin justifica todos los medios, la película, impresionantemente interpretada, es más diferenciada de lo que sugiere el primer vistazo." 

## Tema
“The Killers elabora en detalle ideas que estaban presentes de forma menos desarrollada en las películas anteriores de Seigel. Es profundamente pesimista: todos están comprometidos ya sea por sus asociaciones, ocupaciones o su pasado”. 
La crítica de cine Judith M. Kass explica el significado irónico del escenario inicial de Código del hampa, una escuela para ciegos: Los estudiantes ciegos dan una pista de la postura simbólica de la película: que ninguno de los protagonistas es capaz de "ver" la situación en la que se encuentra ni el destino fatídico que le espera. Y cada uno está motivado por su propio interés, por lo que no hay posibilidad de cooperación entre ellos.

### Premios
Marvin recibió el premio BAFTA de 1965 al mejor actor por este papel, así como por su papel en Cat Ballou. 